# パウル・マルティン
パウル・マルティン（Paul-René Martin、ポール＝ルネ・マルタン、1901年8月11日 - 1987年4月28日）は、スイスの陸上競技選手である。彼はスイスのスポーツ選手としては、オリンピックに5回出場した最初の選手である。1920年から1936年の期間に、彼は中距離走の選手として5回、その他に芸術競技に1回出場した経験がある。そのうち1924年に開催されたパリオリンピックでは、800メートル走で銀メダル獲得を果たしている。

## 経歴
18歳だった1920年アントワープオリンピックから、34歳で迎えた1936年ベルリンオリンピックまで、マルティンは5大会連続でオリンピックに出場した。彼は陸上競技では800メートル走で5回、1500メートル競走では3回オリンピックに出場しているが、決勝に勝ち残ったのは1924年パリオリンピックの800メートル走と、1928年アムステルダムオリンピック1500メートル走の2回のみだった。
パリオリンピックの800メートル走では、予選3組を2分00秒2で1位、準決勝1組を1分55秒6の3位で通過し、決勝では1分52秒6の記録でイギリス代表のダグラス・ロウに続いて2位に入って銀メダルを獲得した。
アムステルダムオリンピック1500メートル走では、予選1組を4分00秒8の記録で1位通過して決勝に臨んだが、記録自体は3分58秒4と予選を上回ったものの6位に終わった。
最後のオリンピック出場となった1936年ベルリンオリンピックでは、本業の陸上競技以外にも芸術競技に参加しているが、順位と参加した種目は明らかになっていない。

## オリンピックでの成績
| 年   | 大会                       | 場所                       | 種目     | 結果              | 記録                 |
| ---- | -------------------------- | -------------------------- | -------- | ----------------- | -------------------- |
| 1920 | アントワープオリンピック   | アントワープ（ベルギー）   | 800m走   | 予選敗退（6位）   | 記録不明             |
| 1924 | パリオリンピック           | パリ（フランス）           | 800m走   | 2位               | 1分52秒6             |
| 1928 | アムステルダムオリンピック | アムステルダム（オランダ） | 800m走   | 準決勝敗退（4位） | 1分53秒3             |
| 1928 | アムステルダムオリンピック | アムステルダム（オランダ） | 1500m走  | 6位               | 3分58秒4             |
| 1932 | ロサンゼルスオリンピック   | ロサンゼルス（アメリカ）   | 800m走   | 予選敗退（5位）   | 1分58秒4（手動計時） |
| 1932 | ロサンゼルスオリンピック   | ロサンゼルス（アメリカ）   | 1500m走  | 予選敗退（5位）   | 3分59秒1（手動計時） |
| 1936 | ベルリンオリンピック       | ベルリン（ドイツ）         | 800m走   | 予選敗退（6位）   | 2分00秒0（手動計時） |
| 1936 | ベルリンオリンピック       | ベルリン（ドイツ）         | 1500m走  | 予選敗退（10位）  | 記録不明             |
| 1936 | ベルリンオリンピック       | ベルリン（ドイツ）         | 芸術競技 | 順位不明          | （種目不明）         |